# François Ozon
François Ozon (París, 15 de novembre de 1967) és un director de cinema, guionista i productor francès. És un dels directors francesos més nominats per César a la millor pel·lícula i millor director, sis nominacions, sense guanyar-les mai. També fou nominat el Lumière al millor director l'any 2003 pel seu musical 8 Femmes.

## Biografia

### Vida familiar i privada
François Ozon era fill d'un biòleg i una professora de francès, en una família de quatre fills. Va rebre una educació catòlica.
Afirma ser homosexual. La sexualitat, l'ambigüitat, ambivalència i subversió de normes socials o familiars són alguns dels seus temes preferits.

### Formació
Ozon va desenvolupar la passió pel cinema molt aviat. Va fer algunes aparicions com a extra i va crear alguns curtmetratges amateurs en super 8 en què actuen els membres de la seva família. Després d'un màster en cinema a la Universitat de París I Panteó-Sorbona, el 1990 es va incorporar al departament de "Direcció" de La Femis, del qual es va graduar amb la promoció de 1994. Allà hi va conèixer els seus futurs productors Olivier Delbosc i Marc Missonnier.

### Els inicis
En sortir de l'escola, François Ozon va rodar els seus primers curtmetratges “professionals”, que molt ràpidament li van assegurar un cert reconeixement en el món del cinema. Aquestes pel·lícules també han guanyat nombrosos premis en festivals. Durant deu anys, François Ozon va fer curtmetratges abans de passar als llargmetratges amb Sitcom (1998). Va ser amb Sous le sable (2000) que va rebre un ampli reconeixement públic i de la crítica.
Va conèixer a París a Philippe Rombi que escriu composicions musicals per a estudiants de La Femis paral·lelament als seus estudis a la CNSMDP. Després va signar gairebé totes les Bandes sonores de François Ozon.
El 2003, François Ozon va fundar l'empresa productora FOZ, que va coproduir la major part de les seves pel·lícules.

### Premis
El 2012 François Ozon va ser membre del jurat del 62è Festival Internacional de Cinema de Berlín, presidit per Mike Leigh, juntament amb Charlotte Gainsbourg i Jake Gyllenhaal. El mateix any, va guanyar la Conquilla d'Or al 60è Festival de Cinema de Sant Sebastià per A la casa, un història de vampirització d'un professor de francès per un alumne superdotat.

## Anàlisi de l'obra

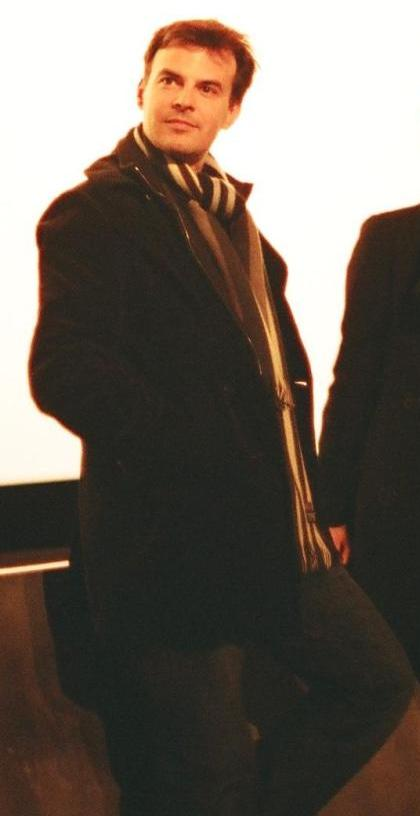
François Ozon a l'UGC Ciné Cité Les Halles, novembre de 2005.

Els llargmetratges d'Ozon demostren una gran cinefília i procedeixen per cites visuals, des de Jean-Luc Godard fins a Claude Chabrol, passant per François Truffaut, Alain Resnais, Douglas Sirk, Luchino Visconti, Joseph L. Mankiewicz, Billy Wilder, Pedro Almodóvar o fins i tot Rainer Werner Fassbinder de qui en va adaptar una peça Gouttes d'eau sur pierres brûlantes.
De mitjana roda una pel·lícula a l'any i li agrada explorar diversos gèneres que de vegades barreja: drama íntim, melodrama, pel·lícula fantàstica, comèdia, pel·lícula detectivesca, musical, cinema negre, thriller o pel·lícula de costums. Els seus guions intenten relatar el recorregut interior dels seus protagonistes, majoritàriament femenins, que es troben davant de la dificultat d'afirmar els seus desitjos en una societat normativa o violenta. En la seva manera de filmar, Ozon alterna el realisme i reivindica l'artificialitat. Sovint recorre a una forma d'estilització extrema (escenografia, vestuari, manera de rodar, música) per treure una veritat oculta sobre els seus personatges i jugar amb la confusió entre el veritable i el fals.
Des de Sitcom, el seu primer llargmetratge, se centra en el naixement de passions transgressores en l'individu i la destrucció de les convencions establertes. Sous le sable, que reviu la carrera de Charlotte Rampling, relata el viatge d'una dona de mitjana edat en plena negació de la mort del seu marit. 8 femmes adapta una comèdia policial del teatre de Boulevard escrita per Robert Thomas. Aquest a porta tancada humorístic, kitsch i verinós està ambientat a la dècada de 1950 i reuneix un repartiment exclusivament femení sobre l'exemple de The Women, pel·lícula del 1939 de George Cukor. Entre les vuit estrelles sol·licitades hi ha Catherine Deneuve, Isabelle Huppert, Fanny Ardant, Emmanuelle Béart i Danielle Darrieux. La pel·lícula, que va tenir un gran èxit de crítica i públic, va rebre l'Ós de Plata a la millor contribució tècnica per la seva distribució al 52è Festival Internacional de Cinema de Berlín. Swimming Pool està concebuda com una reinterpretació de La Piscine de Jacques Deray, portada per un cara a cara malsà entre Charlotte Rampling i Ludivine Sagnier (que va ser revelat per Gouttes d'eau sur pierres brûlantes). La pel·lícula 5×2 ofereix una intriga inversa de cinc seqüències sobre la vida d'una parella, començant amb el divorci i acabant amb la trobada romàntica.
El temps que queda pinta el retrat d'un fotògraf homosexual que pateix càncer que reflexiona sobre com portar els seus últims mesos de vida. Angel, basada en una novel·la d'Elizabeth Taylor, es va rodar en anglès amb un repartiment internacional. Aquesta producció revisa el melodrama d'època extravagant, entre la ironia i la celebració, en la tradició de Douglas Sirk i Vincente Minnelli. Ricky barreja la pintura del món laboral i l'onirisme tal com el practica el realisme màgic. Amb Potiche, interpretat especialment per Catherine Deneuve, Fabrice Luchini i Gérard Depardieu, el cineasta s'interessa per l'emancipació d'una mestressa de casa burgesa dels anys 70. Aleshores, Ozon torna a l'adaptació d'una obra de teatre de bulevard en una barreja d'humor i kitsch anàloga a l'esperit de Huit Femmes. A continuació, evoca el viatge d'una jove de bona família, aparentment estructurada, que es dedica a la prostitució ocasional a Jove i bonica.
Amb Grâce à Dieu, François Ozon ha realitzat una pel·lícula ancorada en l'actualitat recorrent la lluita de les víctimes d'un sacerdot pedòfil de la diòcesi de Lió per obtenir una reparació davant el silenci de la jerarquia catòlica local, en particular Cardenal Barbarin. La pel·lícula va guanyar el Gran Premi del Jurat al 69è Festival Internacional de Cinema de Berlín. François Ozon nega haver fet una pel·lícula contra l'Església i la veu com una pel·lícula que "pretén ajudar l'Església a entendre tots els errors que s'han comès" El 7 de març de 2019, arran de la condemna a sis mesos de presó suspesa del cardenal Barbarin (sentència anul·lada en apel·lació el 30 de gener, el delicte no ha constituït pas), François Ozon va daclarar: « La justícia no necessitava la meva pel·lícula per donar el seu veredicte. Els fets eren coneguts, en articles, llibres, informes i sobretot en els testimonis de les víctimes.»

## Filmografia

### Llargmetratges
- 1998: Sitcom
- 1999: Els amants criminals
- 2000: Gouttes d'eau sur pierres brûlantes
- 2000: Sous le sable
- 2001: 8 Femmes
- 2003: La piscina
- 2004: 5×2
- 2005: El temps que queda
- 2007: Angel
- 2009: Ricky
- 2010: El meu refugi
- 2010 : Potiche
- 2012: A la casa
- 2013: Jove i bonica
- 2014: Une nouvelle amie
- 2016: Frantz
- 2017: L'amant doble
- 2018: Grâce à Dieu
- 2020: Été 85
- 2021: Tout s'est bien passé
- 2022: Peter von Kant

### Curtmetratge i mig metratges
- 1988: Photo de famille
- 1988 : Les Doigts dans le ventre
- 1990: Mes parents un jour d'été
- 1991: Une goutte de sang
- 1991 : Peau contre peau (les risques inutiles)
- 1991 : Le Trou madame
- 1991 : Deux plus un
- 1992: Thomas reconstitué
- 1993: Victor
- 1994: Une rose entre nous
- 1994 : Action vérité
- 1995: La Petite Mort
- 1996: Une robe d'été
- 1996 : L'Homme idéal[11]
- 1997: Scènes de lit
- 1997 : Regarde la mer
- 1998: X2000
- 2006: Un lever de rideau

## Distincions

### Condecoracions
- Oficial de l'Orde de les Arts i les Lletres (2011)[12]

### Premis
- 1996: Festival de Brest - Gran Premi per Une robe d'été
- 1996 : Premi del Sindicat Francès de Crítics de Cinema al millor curtmetratge per Action vérité
- 1997: Outfest de Los Angeles - Premi del públic per Une robe d'été
- 1998: Festival d'Avignon - Premi Panavision per Scènes de lit
- 1999: Festival de Sitges - Premi al millor guió per Els amants criminals
- 1999 : Festival de Cinema d'Ourense - Premi del Jurat per X2000
- 1999 : Festival d'Oberhausen - Prix Interfilm pour X2000
- 1999 : Festival de Clermont-Ferrand - Menció especial del jurat pel conjunt dels seus curtmetratges
- 2000: New York Lesbian, Gay, Bisexual, & Transgender Film Festival - Gran Premi per Gouttes d'eau sur pierres brûlantes
- 2000 : Outfest de Los Angeles - Gran Premi per Els amants criminals
- 2000 : Festival de Berlin - Teddy per Gouttes d'eau sur pierres brûlantes
- 2002: Festival de Berlin – Premi dels lectors del jurat de Berliner Morgenpost per 8 Femmes
- 2003: Lumière a la millor posada en escena pour 8 Femmes
- 2003 : Festival de Bangkok - Gran Premi per Swimming Pool
- 2005: Festival de Valladolid – Premi de plata per El temps que queda
- 2009: Festival Internacional de Cinema de Sant Sebastià - Premi especial del jurat per El meu refugi
- 2012: Premi FIPRESCI al Festival Internacional de Cinema de Toronto per A la casa
- 2012 : Festival de Sant Sebastià - Conquilla d'Or a la millor pel·lícula i Premi del Jurat al millor guió per A la casa
- 2013: Millor guionista a la 26a Cerimònia dels Premis del Cinema Europeu per A la casa
- 2014: Festival de Sant Sebastià - Premi Sebastiane per Une nouvelle amie
- 2019: 69è Festival Internacional de Cinema de Berlín - Grand Premi del jurat per Grâce à Dieu
- 2020: Trophées de Cinema français - Trophées al realitzador-productor per Grâce à Dieu

### Nominacions i seleccions
- Premis César :
  - 1997: Nominació al César al millor curtmetratge de ficció - Une robe d'été
  - 2002: Nominació al César a la millor pel·lícula i al millor director - Sous le sable
  - 2003: Nominació al César a la millor pel·lícula, del millor director i al millor guió original o adaptació - 8 Femmes
  - 2011: Nominació al César a la millor adaptació - Potiche
  - 2013: Nominació al César a la millor pel·lícula, du millor director i a la millor adaptació - A la casa
  - 2017: Nominació al César a la millor pel·lícula, del millor director i a la millor adaptació - Frantz
  - 2020: Nominació al César a la millor pel·lícula, del millor director i al millor guió original - Grâce à Dieu
  - 2021: Nominació al César a la millor pel·lícula, del millor director i a la millor adaptació - Été 85[13]
- Lumières du cinéma :
  - 2021: Nominació al Lumière a la millor posada en escena - Été 85[13]

- Festival Internacional de Cinema de Canes :
  - 51è Festival Internacional de Cinema de Canes: Sitcom
  - 56è Festival Internacional de Cinema de Canes: Swimming Pool
  - 58è Festival Internacional de Cinema de Canes: El temps que queda
  - 66è Festival Internacional de Cinema de Canes: Jove i bonica
  - 70è Festival Internacional de Cinema de Canes: L'amant doble
  - 73è Festival Internacional de Cinema de Canes: Été 85
  - 74è Festival Internacional de Cinema de Canes: Tout s'est bien passé
- Mostra Internacional de Cinema de Venècia :
  - 71a Mostra Internacional de Cinema de Venècia: 5×2
  - 67a Mostra Internacional de Cinema de Venècia: Potiche
  - 73a Mostra Internacional de Cinema de Venècia: Frantz
- Festival Internacional de Cinema de Berlín :
  - 50è Festival Internacional de Cinema de Berlín: Gouttes d'eau sur pierres brûlantes
  - 52è Festival Internacional de Cinema de Berlín: 8 Femmes
  - 57è Festival Internacional de Cinema de Berlín: Angel
  - 59è Festival Internacional de Cinema de Berlín: Ricky
  - 69è Festival Internacional de Cinema de Berlín: Grâce à Dieu
  - 72è Festival Internacional de Cinema de Berlín: Peter von Kant
- Festival de Sant Sebastià
  - Festival Internacional de Cinema de Sant Sebastià 2009: El meu refugi
  - Festival Internacional de Cinema de Sant Sebastià 2012: A la casa
  - Festival Internacional de Cinema de Sant Sebastià 2014: Une nouvelle amie